# 老虎游轮
老虎游轮旅行（英語：Tiger Cruise），是美国海军为激励海军官兵士气而举办的官兵家属（配偶除外）乘坐军舰的旅游项目。通常发生在部署即将完成的时候。比如，太平洋舰队的航母舰队完成部署之际，老虎游轮旅行往往从夏威夷开始，家属由美国本土飞到夏威夷，然后登舰旅行，横跨东太平洋，最终回到美国西岸的军港。大西洋舰队举办的老虎游轮则从佛罗里达州的五月港出发，终点到弗吉尼亚州的諾福克海軍基地。军舰上往往为家属举办各种活动，包括战机飞行表演，由发射舰载飞机的弹射装置发射鞋子的游戏等等。